# Gemarkung Fichtelberg
Die Gemarkung Fichtelberg liegt teils auf dem Gemeindegebiet von Fichtelberg, teils auf dem Gemeindegebiet von Mehlmeisel, teils auf dem gemeindefreien Gebiet Fichtelberg im oberfränkischen Landkreis Bayreuth.
Die Gemarkung Fichtelberg hat eine Fläche von 27,004 km². Sie ist in 2110 Flurstücke aufgeteilt, die eine durchschnittliche Flurstücksfläche von 12798,25 m² haben. In ihr liegen neben dem namensgebenden Ort die Gemeindeteile Hüttstadl und Neubau.
Sie umschließt die Gemarkungen Mähring und Neugrün. Benachbarte Gemarkungen sind im Westen Oberwarmensteinach, Sophienthaler Forst, Warmensteinach, Warmensteinacher Forst-Süd, Warmensteinacher Forst-Süd, im Norden Bischofsgrüner Forst, Neubauer Forst-Nord, Neubauer Forst-Süd, im Osten Nagel, Tröstauer Forst-West, im Südosten Brand, Mehlmeisel und im Süden Ahornberg, Lenau, Kirchenpingarten.